# Langis Caron
Pour les articles homonymes, voir Caron.
Langis Caron (19 juin 1943 à Saint-Georges Beauce au Québec (Canada) - ) est un pilote de course automobile de type stock-car.
Actif des années 1960 aux années 1990, il fait encore des apparitions en piste dans l'Association de Stock Car Vintage Québec avec une réplique de sa Nova 1972 no. 35.

## Biographie
Dans les années 1970 et 1980, il a couru autant au Canada qu'aux États-Unis.
Il a obtenu trois victoires dans la série NASCAR North Tour.
Il a été champion Late Model Sportsman à la piste du Catamount Stadium au (Vermont) en 1976.
Il s'est qualifié sept fois pour la course Oxford 250 au Oxford Plains Speedway dans le Maine. Son meilleur résultat a été une 6e place en 1981.
Langis Caron a aussi participé à des courses sur glace, notamment le Grand Prix Esso, disputé sur les plaines d'Abraham dans le cadre du Carnaval de Québec dans les années 1970. Il a remporté l'épreuve en 1974.

## Victoires dans la série NASCAR North
- 9 septembre 1979 : Autodrome Val-Bélair
- 27 avril 1980 : Oxford Plains Speedway[1]
- 30 août 1980 : Autodrome Val-Bélair